# 约翰·华盛顿
约翰·华盛顿（英語： 1631年—1677年）英格兰农产主，英国北美殖民地政治家，孫子為奧古斯丁·華盛頓，美国首任总统乔治·华盛顿的曾祖父。生于赫特福德郡，原居住于苏尔格雷夫，1657年移民，定居于弗吉尼亚威斯特摩兰县。